# IAAF
Светска Атлетика (енгл. World Athletics), некада Међународна асоцијација атлетских федерација или акр. скр. ИААФ (енгл. International Association of Athletics Federations, IAAF) је организација основана 1912. године на првом конгресу одржаном у Стокхолму у Шведској, под називом Међународна аматерска атлетска федерација или акр. скр. ИААФ (енгл. International Amateur Athletics Federation, IAAF). Касније је под општим трендом комерцијализације спорта, па тако и атлетике, део назива „аматерски” 2001. године промењен у „асоцијација”, па је тако скраћеница остала иста.
Светска Атлетика има задатак да координира рад атлетских федерација, као и управљање организацијом званичних такмичења.
Такмичења која организује Светска Атлетика су:
- Светско првенство у атлетици
- Светско првенство у атлетици у дворани
- Светско првенство у кросу
- Светско првенство у атлетици за јуниоре
- Светско првенство у полумаратону
- Светски куп у атлетици
- Дијамантска лига

## Председници ИААФ/Светске Атлетике
Председници ИААФ/Светске Атлетике се бирају на вишегодишњи период, тако да је до сада било само шест председника.
| Име             | Држава               | Трајање мандата |
| --------------- | -------------------- | --------------- |
| Сигфрид Едстрем | Шведска              | 1912—1946       |
| Лорд Баргли     | Уједињено Краљевство | 1946—1976       |
| Адријан Паулен  | Холандија            | 1976—1981       |
| Примо Небиоло   | Италија              | 1981—1999       |
| Ламин Дијак     | Сенегал              | 1999—2015       |
| Себастијан Коу  | Уједињено Краљевство | 2015—           |

## Континенталне асоцијације
Светска Атлетика има укупно 214 федерација чланица подељених у 6 континенталних асоцијација.
  ААА — Азијска атлетска асоцијација (енгл. Asian Athletics Association, AAA) у Азији
  КАА — Конфедерација афричке атлетике (енгл. Confédération africaine d'athlétisme, CAA) у Африци
  КОНСУДАТЛЕ — Конфедерација јужноамеричке атлетике (енгл. Confederación Sudamericana de Atletismo, CONSUDATLE) у Јужној Америци
  ЕАА — Европска атлетска асоцијација (енгл. European Athletic Association, EAA) у Европи
  НАКАКАА — Северноамеричка, централноамеричка и карипска атлетска асоцијација (енгл. North American, Central American and Caribbean Athletic Association, NACACAA) у Северној Америци
  ОАА — Океанијска атлетска асоцијација (енгл. Oceania Athletic Association, OAA) у Океанији